# Piotr Néron
Piotr Franciszek (Pierre François) Néron (ur. 21 września 1818 r. w Bornay we Francji – zm. 3 listopada 1860 r. w Sơn Tây w Wietnamie) – święty Kościoła katolickiego, ksiądz, misjonarz, męczennik.

## Życiorys
Był piątym z dziewięciorga rodzeństwa. Gdy miał 19 lat poprosił o przyjęcie do seminarium duchownego w Neteroy, ale został przyjęty dopiero 14 lutego 1839 r. gdy miał 21 lat. Po 6 latach przeszedł do seminarium w Saunier. W 1846 r. wstąpił do Stowarzyszenia Misji Zagranicznych (Missions Etrangères de Paris). Święcenia kapłańskie przyjął 17 czerwca 1848 r. Wysłano go na misje do Hongkongu. Pracował w Zachodnim Tonkinie jako kierownik seminarium. Tłumaczył podręczniki do matematyki, filozofii i teologii z francuskiego na wietnamski. Podczas prześladowań chrześcijan w Wietnamie musiał się ukrywać. Aresztowano go 5 sierpnia 1860 r. Został ścięty 3 listopada 1860 r. w Sơn Tây.

## Kult
Dzień wspomnienia: 24 listopada w grupie 117 męczenników wietnamskich.
Beatyfikowany 2 maja 1909 r. przez Piusa X. Kanonizowany przez Jana Pawła II 19 czerwca 1988 r. w grupie 117 męczenników wietnamskich.